# Oenanthe catalaunica
Oenanthe catalaunica är en flockblommig växtart som beskrevs av fader Sennen. Oenanthe catalaunica ingår i släktet stäkror, och familjen flockblommiga växter. Inga underarter finns listade i Catalogue of Life.